# Liste der Kulturdenkmale in Gohlis-Nord
Die Liste der Kulturdenkmale in Gohlis-Nord enthält die Kulturdenkmale des Leipziger Ortsteils „Gohlis-Nord“ des Stadtteils Gohlis, die in der Denkmalliste vom Landesamt für Denkmalpflege Sachsen mit Stand 2017 erfasst wurden.

## Legende
- Bild: Bild des Kulturdenkmals, ggf. zusätzlich mit einem Link zu weiteren Fotos des Kulturdenkmals im Medienarchiv Wikimedia Commons. Wenn man auf das Kamerasymbol klickt, können Fotos zu Kulturdenkmalen aus dieser Liste hochgeladen werden:
- Bezeichnung: Denkmalgeschützte Objekte und ggf. Bauwerksname des Kulturdenkmals
- Lage: Straßenname und Hausnummer oder Flurstücknummer des Kulturdenkmals. Die Grundsortierung der Liste erfolgt nach dieser Adresse. Der Link (Karte) führt zu verschiedenen Kartendiensten mit der Position des Kulturdenkmals. Fehlt dieser Link, wurden die Koordinaten noch nicht eingetragen. Sind diese bekannt, können sie über ein Tool mit einer Kartenansicht einfach nachgetragen werden. In dieser Kartenansicht sind Kulturdenkmale ohne Koordinaten mit einem roten bzw. orangen Marker dargestellt und können durch Verschieben auf die richtige Position in der Karte mit Koordinaten versehen werden. Kulturdenkmale ohne Bild sind an einem blauen bzw. roten Marker erkennbar.
- Datierung: Baubeginn, Fertigstellung, Datum der Erstnennung oder grobe zeitliche Einordnung entsprechend des Eintrags in der sächsischen Denkmaldatenbank
- Beschreibung: Kurzcharakteristik des Kulturdenkmals entsprechend des Eintrags in der sächsischen Denkmaldatenbank, ggf. ergänzt durch die dort nur selten veröffentlichten Erfassungstexte oder zusätzliche Informationen
- ID: Vom Landesamt für Denkmalpflege Sachsen vergebene, das Kulturdenkmal eindeutig identifizierende Objekt-Nummer. Der Link führt zum PDF-Denkmaldokument des Landesamtes für Denkmalpflege Sachsen. Bei ehemaligen Kulturdenkmalen können die Objektnummern unbekannt sein und deshalb fehlen bzw. die Links von aus der Datenbank entfernten Objektnummern ins Leere führen. Ein ggf. vorhandenes Icon  führt zu den Angaben des Kulturdenkmals bei Wikidata.

## Liste der Kulturdenkmale in Gohlis-Nord
| Bild                                    | Bezeichnung | Lage | Datierung | Beschreibung | ID       |
| --------------------------------------- | --- | --- | --- | --- | -------- |
| Direkt Bild zu diesem Denkmal hochladen | Wohnhaus in offener Bebauung und in Ecklage, mit Vorgarten | Baaderstraße 15 (Karte) | 1928–1929 (Wohnhaus) | Putzfassade mit Sgraffito, in der Seitenansicht ein halbrunder Standerker, Haustür mit Natursteinrahmung, im traditionalistischen Stil der Zeit, baugeschichtlich von Bedeutung | 09296838 |
|                                         | Einzeldenkmale der Sachgesamtheit Kroch-Siedlung (Obj. 09304568): 20 Mehrfamilienhäuser | Beyerleinstraße 2a; 2b; 2c; 2d; 2e; 4a; 4b; 4c; 6a; 6b; 6c; 8a; 8b; 8c; 10a; 10b; 10c; 12a; 12b; 12c (Karte)                                   | 1929–1930 (Mehrfamilienwohnhaus) | Bestandteil einer Wohnanlage mit 1018 Wohneinheiten und Heizhaus, gestalteten Innenhöfen, Läden und Einfassungen, Wohngebiet auch Neu-Gohlis genannt, versetzte Zeilenbebauung mit zum Teil quergestellten Kopfbauten, drei- und viergeschossig, Flachdächer, Putzfassaden, herausragende Wohnanlage im Stil der klassischen Moderne, dazugehörig Beyerleinstraße 2a–12c, Borkumer Weg 1a–10c, Bremer Straße 1–7, Helgoländer Weg 1–10, Juister Weg 1–5, Landsberger Straße 76–114, Max-Liebermann-Straße 21a–39, Norderneyer Weg 1a–22b und Wangerooger Weg 2–25, baugeschichtlich und kunstgeschichtlich von Bedeutung | 09296941 |
|                                         | Einzeldenkmale der Sachgesamtheit Kroch-Siedlung (Obj. 09304568): 23 Mehrfamilienhäuser | Borkumer Weg 1a; 1b; 2a; 2b; 2c; 3a; 3b; 4a; 4b; 4c; 5a; 5b; 6a; 6b; 6c; 7a; 7b; 8a; 8b; 8c; 10a; 10b; 10c (Karte)                             | 1929–1930 (Mehrfamilienwohnhaus) | Bestandteil einer Wohnanlage mit 1018 Wohneinheiten und Heizhaus, gestalteten Innenhöfen, Läden und Einfassungen, Wohngebiet auch Neu-Gohlis genannt, versetzte Zeilenbebauung mit zum Teil quergestellten Kopfbauten, drei- und viergeschossig, Flachdächer, Putzfassaden, herausragende Wohnanlage im Stil der klassischen Moderne, dazugehörig Beyerleinstraße 2a–12c, Borkumer Weg 1a–10c, Bremer Straße 1–7, Helgoländer Weg 1–10, Juister Weg 1–5, Landsberger Straße 76–114, Max-Liebermann-Straße 21a–39, Norderneyer Weg 1a–22b und Wangerooger Weg 2–25, baugeschichtlich und kunstgeschichtlich von Bedeutung | 09296936 |
|                                         | Einzeldenkmale der Sachgesamtheit Kroch-Siedlung (Obj. 09304568): vier Mehrfamilienhäuser | Bremer Straße 1; 3; 5; 7 (Karte) | 1929–1930 (Mehrfamilienwohnhaus) | Bestandteil einer Wohnanlage mit 1018 Wohneinheiten und Heizhaus, gestalteten Innenhöfen, Läden und Einfassungen, Wohngebiet auch Neu-Gohlis genannt, versetzte Zeilenbebauung mit zum Teil quergestellten Kopfbauten, drei- und viergeschossig, Flachdächer, Putzfassaden, herausragende Wohnanlage im Stil der klassischen Moderne, dazugehörig Beyerleinstraße 2a–12c, Borkumer Weg 1a–10c, Bremer Straße 1–7, Helgoländer Weg 1–10, Juister Weg 1–5, Landsberger Straße 76–114, Max-Liebermann-Straße 21a–39, Norderneyer Weg 1a–22b und Wangerooger Weg 2–25, baugeschichtlich und kunstgeschichtlich von Bedeutung | 09296935 |
| Weitere Bilder                          | Kirche (mit Ausstattung), Vorplatz und Zugangsgestaltung sowie Vorgarten | Franz-Mehring-Straße 44 (Karte) | 1930–1932 (Kirche), 1932 (Orgel), 1936 (Sgraffiti), 1930–1932 (Altar), 1930–1932 (Feierkirche)                                                                | überregional bedeutender Kirchenbau im Stil der klassischen Moderne, Architekt: Hans Heinrich Grotjahn, künstlerisch und baugeschichtlich von Bedeutung | 09296851 |
| Direkt Bild zu diesem Denkmal hochladen | Einzeldenkmale der Sachgesamtheit Wohnanlage Hannoversche Straße der Mittelstands-Wohnungsbau- und Siedlungsgesellschaft (Obj. 09304579, Hannoversche Straße 25–35): vier Mehrfamilienhäuser | Franz-Mehring-Straße 68; 70; 72; 74 (Karte) | bezeichnet 1941 (Mehrfamilienwohnhaus) | Putzfassade mit Sgraffito, Bestandteil einer Wohnanlage, dazugehörend Franz-Mehring-Straße 68–74, Hannoversche Straße 25–35 und Max-Liebermann-Straße 130–138, im traditionalistischen Stil der Zeit, baugeschichtlich von Bedeutung | 09294254 |
| Direkt Bild zu diesem Denkmal hochladen | Vereinshaus und Gaststätte eines Kleingartenvereins | Goslarer Straße 8 (Karte) | bezeichnet 1936 (Vereinshaus) | sozialhistorisch und ortsentwicklungsgeschichtlich von Interesse, Bedeutung für die Geschichte des Kleingartenwesens | 09293429 |
| Direkt Bild zu diesem Denkmal hochladen | Wohnhaus in offener Bebauung, mit Einfriedung und Vorgarten | Hannoversche Straße 20 (Karte) | 1936 (Wohnhaus) | Putzfassade, im traditionalistischen Stil, Architekt: Otto Hellriegel (im Büro Koppe & Hellriegel), erbaut als eigenes Wohnhaus, als Architektenwohnhaus von besonderer baugeschichtlicher Bedeutung, Seltenheitswert Auf dem mehr als 800 m² großen Grundstück entstand in nur fünf Monaten 1936 das Architektenwohnhaus für Otto Hellriegel nebst Einfriedung, die Bauleitung übernahmen der Bauherr und sein Kollege Johannes Koppe (Ausführung u. a. durch Baumeister Wenzel). Im Erdgeschoss befanden sich zwei Zimmer, Küche, Speisekammer, Vorraum, Garderobe, WC sowie Windfang, Veranda und vorgelagert eine Terrasse. Darüber Vorraum, zwei Räume, Bad, Ankleidezimmer, Schrank- bzw. Mädchenzimmer und zwei Austritte, im Kellergeschoss ein Garageneinbau und im Dachgeschoss eine Dunkelkammer. Der Putzbau zeigt einerseits noch Nachklänge des Bauens in den 1920er Jahren (breites vierteiliges Fenster im Erdgeschoss und die Gruppe quer geteilter Fenster an der Veranda), andererseits sind Formen der zeitgenössischen Architekturauffassung ablesbar (u. a. das Austrittgitter über dem Hauseingang, die rundbogige Tür oder die schmalen Treppenhausfenster). Insbesondere als im Eigenauftrag errichtetes Wohnhaus eines anerkannten und produktiven Leipziger Architekten, das dieser bis zu seinem Tode bewohnte, eignet dem Gebäude Seltenheitswert und eine besondere architekturhistorische Bedeutung. LfD/2007 | 09296848 |
| Direkt Bild zu diesem Denkmal hochladen | Wohnhaus in offener Bebauung, mit Vorgarten | Hannoversche Straße 22 (Karte) | 1936 (Wohnhaus) | Putzfassade, mit Satteldach, im Heimatstil, wissenschaftlich-dokumentarisch und baugeschichtlich von Bedeutung Generaldirektor Paul Lindner (FIRMA???) ließ durch das 1891 gegründete Leipziger Baugeschäft Paul George ein Wohnhaus nach Entwurf der bekannten Architekten Emil Franz Hänsel und Dr.-Ing. Gero Schilde errichten. Beide Architekten übernahmen auch die Bauleitung und fertigten die statischen Berechnungen für das 1936 errichtete Zweifamilienhaus nebst Einfriedung an. Über einem in Höhe des Kellergeschosses mit Zementputz in dunklem Tone versehenen Sockel wurde die Fassade mit Strukturputz in heller Tönung versehen und das Doppeldach mit roten Biberschwänzen gedeckt. Im Keller des Hauses waren zwei Garagen vorgesehen und im Erdgeschoss zeigen die Planunterlagen neben den üblichen Wohnräumen auch ein eigenes Speise- sowie ein Musikzimmer. Da im Bauverlauf das Niveau der Fußbodenhöhe wegen des anstehenden Grundwassers angehoben werden musste, erfolgte die Umfriedung des Hauses mit einer Pergola, die heute leider verloren und somit die Aufmerksamkeit erheischende Vertikaltendenz des ausgeführten schmalen und für die Bauzeit eher untypischen Baues sehr deutlich ablesbar ist. Teile der Ausstattung sind erhalten, Sanierung ist abgeschlossen. Nachbar des gut 860 m² großen Grundstückes war übrigens der Architekt Otto Hellriegel, der sein Haus selbst entworfen und finanziert hatte. Wissenschaftlich-dokumentarischer, insbesondere baugeschichtlicher Wert als Wohnhausbau der 1930er Jahre. LfD/2011 | 09296847 |
| Direkt Bild zu diesem Denkmal hochladen | Sachgesamtheit Wohnanlage Hannoversche Straße der Mittelstands-Wohnungsbau- und Siedlungsgesellschaft, mit folgenden Einzeldenkmalen: vier Mehrfamilienhäuser (Obj. 09294254, Franz-Mehring-Straße 68–74), sechs Mehrfamilienhäuser (Obj. 09262285, Hannoversche Straße 25–35), fünf Mehrfamilienhäuser (Obj. 09293124, Max-Liebermann-Straße 130–138) und mit den Sachgesamtheitsteilen: gestaltete Grünflächen und Trockenplätze sowie Vorgärten | Hannoversche Straße 25; 27; 29; 31; 33; 35 (Karte)                                                                                             | bezeichnet 1941 (Wohnanlage) | Wohnanlage, bestehend aus drei Wohnblöcken mit 15 Mehrfamilienhäusern, dazugehörend Franz-Mehring-Straße 68–74, Hannoversche Straße 25–35 und Max-Liebermann-Straße 130–138, im traditionalistischen Stil der Zeit, erbaut besonders für Militärangehörige, baugeschichtlich von Bedeutung | 09304579 |
| Direkt Bild zu diesem Denkmal hochladen | Einzeldenkmale der Sachgesamtheit Wohnanlage Hannoversche Straße der Mittelstands-Wohnungsbau- und Siedlungsgesellschaft (Obj. 09304579, Hannoversche Straße 25–35): sechs Mehrfamilienhäuser | Hannoversche Straße 25; 27; 29; 31; 33; 35 (Karte)                                                                                             | bezeichnet 1941 (Mehrfamilienwohnhaus) | Putzfassade mit Sgraffito, originale Innenausstattung, Bestandteil einer Wohnanlage, dazugehörend Franz-Mehring-Straße 68–74, Hannoversche Straße 25–35 und Max-Liebermann-Straße 130–138, im traditionalistischen Stil der Zeit, baugeschichtlich von Bedeutung | 09262285 |
|                                         | Sieben Mehrfamilienhäuser einer Wohnanlage (bauliche Einheit mit Viertelsweg 68) und Toranlage an der Lotzestraße | Hans-Oster-Straße 3; 5; 7; 9; 11; 13; 15 (Karte)                                                                                               | 1927–1928 (Mehrfamilienwohnhaus), 1930 (Nummer 15, Mehrfamilienwohnhaus)                                                                                      | sparsam ornamentierte Putzfassade im Art-Déco-Stil, Sockel und Türrahmung in gelbem Klinker, straßenbildprägende Mietshausgruppe, mit bauhistorischem Wert | 09263982 |
| Direkt Bild zu diesem Denkmal hochladen | Acht Mehrfamilienhäuser einer Wohnanlage (bauliche Einheit mit Lotzestraße 10 und Landsberger Straße 77/79), mit Vorgarten | Hans-Oster-Straße 17; 19; 21; 23; 25; 27; 29; 31 (Karte)                                                                                       | 1933–1934 (Mehrfamilienwohnhaus) | zeittypische Putzfassade mit Klinkergliederung, Treppenhausrisalite mit Stufengiebel, Wohnhauszeile zusammengehörend mit Landsberger Straße 77/79, Lotzestraße 10 und Max-Liebermann-Straße 56, baugeschichtlich von Bedeutung | 09263968 |
|                                         | Mehrfamilienhaus einer Wohnanlage (bauliche Einheit mit Viertelsweg 66), mit Toranlage zu Nr. 38 und Pflasterung der Zufahrt | Hans-Oster-Straße 36 (Karte) | bezeichnet 1926 (Mehrfamilienwohnhaus) | mit Eckladen, Putzfassade im Art-Déco-Stil, Erdgeschoss in Klinker, Wohnanlage mit Hans-Oster-Straße 38–50, baugeschichtlich von Bedeutung | 09263995 |
| Weitere Bilder                          | Sieben Mehrfamilienhäuser einer Wohnanlage, mit Toranlage zu Nr. 36 und Pflasterung der Zufahrt sowie Toreinfahrt an der Lotzestraße | Hans-Oster-Straße 38; 40; 42; 44; 46; 48; 50 (Karte)                                                                                           | bezeichnet 1926 (Mehrfamilienwohnhaus) | Wohnhauszeile in Ecklage Lotzestraße, Putzfassade im Art-Déco-Stil, Erdgeschoss in Klinker, Wohnanlage zusammengehörend mit Hans-Oster-Straße 36 und Viertelsweg 66, baugeschichtlich von Bedeutung | 09263965 |
|                                         | Einzeldenkmale der Sachgesamtheit Kroch-Siedlung (Obj. 09304568): zehn Mehrfamilienhäuser | Helgoländer Weg 1; 2; 3; 4; 5; 6; 7; 8; 9; 10 (Karte)                                                                                          | 1929–1930 (Mehrfamilienwohnhaus) | Bestandteil einer Wohnanlage mit 1018 Wohneinheiten und Heizhaus, gestalteten Innenhöfen, Läden und Einfassungen, Wohngebiet auch Neu-Gohlis genannt, versetzte Zeilenbebauung mit zum Teil quergestellten Kopfbauten, drei- und viergeschossig, Flachdächer, Putzfassaden, herausragende Wohnanlage im Stil der klassischen Moderne, dazugehörig Beyerleinstraße 2a–12c, Borkumer Weg 1a–10c, Bremer Straße 1–7, Helgoländer Weg 1–10, Juister Weg 1–5, Landsberger Straße 76–114, Max-Liebermann-Straße 21a–39, Norderneyer Weg 1a–22b und Wangerooger Weg 2–25, baugeschichtlich und kunstgeschichtlich von Bedeutung | 09296942 |
|                                         | Einzeldenkmale der Sachgesamtheit Kroch-Siedlung (Obj. 09304568): fünf Mehrfamilienhäuser | Juister Weg 1; 2; 3; 4; 5 (Karte) | 1929–1930 (Mehrfamilienwohnhaus) | Bestandteil einer Wohnanlage mit 1018 Wohneinheiten und Heizhaus, gestalteten Innenhöfen, Läden und Einfassungen, Wohngebiet auch Neu-Gohlis genannt, versetzte Zeilenbebauung mit zum Teil quergestellten Kopfbauten, drei- und viergeschossig, Flachdächer, Putzfassaden, herausragende Wohnanlage im Stil der klassischen Moderne, dazugehörig auch Beyerleinstraße 2a–12c, Borkumer Weg 1a–10c, Bremer Straße 1–7, Helgoländer Weg 1–10, Landsberger Straße 76–114, Max-Liebermann-Straße 21a–39, Norderneyer Weg 1a–22b, Wangerooger Weg 2–25, baugeschichtlich und kunstgeschichtlich von Bedeutung | 09296939 |
| Direkt Bild zu diesem Denkmal hochladen | Wohnhaus in offener Bebauung, mit Vorgarten | Kleiststraße 111 (Karte) | um 1935 (Wohnhaus) | Putzfassade mit Klinkergliederung, stilistisch zwischen Traditionalismus und Neuer Sachlichkeit, baugeschichtlich von Bedeutung | 09296932 |
|                                         | Einzeldenkmale der Sachgesamtheit Kroch-Siedlung (Obj. 09304568): 20 Mehrfamilienhäuser | Landsberger Straße 76; 78; 80; 82; 84; 86; 88; 90; 92; 94; 96; 98; 100; 102; 104; 106; 108; 110; 112; 114 (Karte)                              | 1929–1930 (Mehrfamilienwohnhaus) | Bestandteil einer Wohnanlage mit 1018 Wohneinheiten und Heizhaus, gestalteten Innenhöfen, Läden und Einfassungen, Wohngebiet auch Neu-Gohlis genannt, versetzte Zeilenbebauung mit zum Teil quergestellten Kopfbauten, drei- und viergeschossig, Flachdächer, Putzfassaden, herausragende Wohnanlage im Stil der klassischen Moderne, dazugehörig Beyerleinstraße 2a–12c, Borkumer Weg 1a–10c, Bremer Straße 1–7, Helgoländer Weg 1–10, Juister Weg 1–5, Landsberger Straße 76–114, Max-Liebermann-Straße 21a–39, Norderneyer Weg 1a–22b und Wangerooger Weg 2–25, baugeschichtlich und kunstgeschichtlich von Bedeutung | 09296943 |
| Direkt Bild zu diesem Denkmal hochladen | Zwei Mehrfamilienhäuser einer Wohnanlage (bauliche Einheit mit Max-Liebermann-Straße 56 und Hans-Oster-Straße 17–31) und Vorgarten | Landsberger Straße 77; 79 (Karte) | 1933 (Mehrfamilienwohnhaus) | zeittypische Putzfassade mit Klinkergliederung, Treppenhausrisalite mit Stufengiebel, Wohnhauszeile zusammengehörend mit Hans-Oster-Straße 17–31, Lotzestraße 10 und Max-Liebermann-Straße 56, baugeschichtlich von Bedeutung | 09263970 |
| Direkt Bild zu diesem Denkmal hochladen | Mehrfamilienhaus einer Wohnanlage (bauliche Einheit mit Hans-Oster-Straße 17–31), mit Vorgarten und seitlicher Toreinfahrt | Lotzestraße 10 (Karte) | 1934 (Mehrfamilienwohnhaus) | zeittypische Putzfassade mit Klinkergliederung, breiter Risalit mit Stufengiebel, Wohnhauszeile zusammengehörend mit Hans-Oster-Straße 17–31, Landsberger Straße 77/79 und Max-Liebermann-Straße 56, baugeschichtlich von Bedeutung | 09263967 |
| Direkt Bild zu diesem Denkmal hochladen | Verwaltungsgebäude (Anschrift: Olbrichtstraße 10, 10a und Maria-Grollmuß-Straße 15) einer Kasernenanlage, mit Einfriedung | Maria-Grollmuß-Straße 15 (Karte) | bezeichnet 1902–1903 (Kaserne) | gelbe Klinkerfassade, erbaut als Kammer- und Vorratsgebäude, Zeugnis der Leipziger Garnison in der Kaiserzeit, militärhistorisch und ortsgeschichtlich von Bedeutung | 09263979 |
| Direkt Bild zu diesem Denkmal hochladen | Sachgesamtheit Kroch-Siedlung, mit folgenden Einzeldenkmalen: 20 Mehrfamilienhäuser (Obj. 09296941, Beyerleinstraße 2a–12c), 23 Mehrfamilienhäuser (Obj. 09296936, Borkumer Weg 1a–10c), vier Mehrfamilienhäuser (Obj. 09296935, Bremer Straße 1–7), zehn Mehrfamilienhäuser (Obj. 09296942, Helgoländer Weg 1–10), fünf Mehrfamilienhäuser (Obj. 09296939, Juister Weg 1–5), 20 Mehrfamilienhäuser (Obj. 09296943, Landsberger Straße 76–114), 12 Mehrfamilienhäuser (Obj. 09296937, Max-Liebermann-Straße 21a–37b, außer 23, 27, 31, 35, 39), fünf Verkaufsgebäude mit seitlichen Einfriedungsmauern (Obj. 09304577, Max-Liebermann-Straße 23, 27, 31, 35, 39), 28 Mehrfamilienhäuser (Obj. 09296938, Norderneyer Weg), 28 Mehrfamilienhäuser (Obj. 09296940, Wangerooger Weg), Heizhaus (Obj. 09292441, Wangerooger Weg 2), dazu die Sachgesamtheitsteile: gestaltetes Wohngrün in der gesamten Siedlung, Garagenanlage in Ecklage Beyerleinstraße/Bremer Straße und die Kindereinrichtung Bremer Straße 17 | Max-Liebermann-Straße 21a; 21b; 21c; 21d; 23; 25a; 25b; 27; 29a; 29b; 31; 33a; 33b; 35; 37a; 37b; 39 (Karte)                                   | 1929–1930 (Wohnanlage) | einzigartige Wohnanlage mit 1018 Wohneinheiten, im Stil der klassischen Moderne, Architekten: Mebes & Emmerich, Berlin und weiter Baukünstler, mit Heizhaus, gestalteten Innenhöfen und Läden, Wohngebiet auch Neu-Gohlis genannt, versetzte Zeilenbebauung mit zum Teil quergestellten Kopfbauten, drei- und viergeschossig, Flachdächer, Putzfassaden, dazugehörig Beyerleinstraße 2a–12c, Borkumer Weg 1a–10c, Bremer Straße 1–7, Helgoländer Weg 1–10, Juister Weg 1–5, Landsberger Straße 76–114, Norderneyer Weg 1a–22b, Wangerooger Weg 2–25, baugeschichtlich und kunstgeschichtlich von Bedeutung Datierung | 09304568 |
|                                         | Einzeldenkmale der Sachgesamtheit Kroch-Siedlung (Obj. 09304568): 12 Mehrfamilienhäuser | Max-Liebermann-Straße 21a; 21b; 21c; 21d; 25a; 25b; 29a; 29b; 33a; 33b; 37a; 37b (Karte)                                                       | 1929–1930 (Mehrfamilienwohnhaus) | Bestandteil einer Wohnanlage mit 1018 Wohneinheiten und Heizhaus, gestalteten Innenhöfen, Läden und Einfassungen, Wohngebiet auch Neu-Gohlis genannt, versetzte Zeilenbebauung mit zum Teil quergestellten Kopfbauten, drei- und viergeschossig, Flachdächer, Putzfassaden, herausragende Wohnanlage im Stil der klassischen Moderne, dazugehörig Beyerleinstraße 2a–12c, Borkumer Weg 1a–10c, Bremer Straße 1–7, Helgoländer Weg 1–10, Juister Weg 1–5, Landsberger Straße 76–114, Max-Liebermann-Straße 21a–39, Norderneyer Weg 1a–22b und Wangerooger Weg 2–25, baugeschichtlich und kunstgeschichtlich von Bedeutung | 09296937 |
| Direkt Bild zu diesem Denkmal hochladen | Einzeldenkmale der Sachgesamtheit Kroch-Siedlung (Obj. 09304568): fünf Verkaufsgebäude mit seitlichen Einfriedungsmauern | Max-Liebermann-Straße 23; 27; 31; 35; 39 (Karte)                                                                                               | 1929–1930 (Laden) | Bestandteil einer Wohnanlage mit 1018 Wohneinheiten und Heizhaus, gestalteten Innenhöfen, Läden und Einfassungen, Wohngebiet auch Neu-Gohlis genannt, versetzte Zeilenbebauung mit zum Teil quergestellten Kopfbauten, drei- und viergeschossig, Flachdächer, Putzfassaden, dazugehörig Beyerleinstraße 2a–12c, Borkumer Weg 1a–10c, Bremer Straße 1–7, Helgoländer Weg 1–10, Juister Weg 1–5, Landsberger Straße 76–114, Max-Liebermann-Straße 21a–39, Norderneyer Weg 1a–22b und Wangerooger Weg 2–25, baugeschichtlich und kunstgeschichtlich von Bedeutung | 09304577 |
| Direkt Bild zu diesem Denkmal hochladen | Mehrfamilienhaus einer Wohnanlage (bauliche Einheit mit Landsberger Straße 77/79), mit Vorgarten und seitlicher Toreinfahrt | Max-Liebermann-Straße 56 (Karte) | bezeichnet 1933 (Mehrfamilienwohnhaus) | zeittypische Putzfassade mit Klinkergliederung, breiter Risalit mit Stufengiebel, mit Inschrift: »Spar-und Bauverein Leipzig-Nord E.G.M.B.H – Erbaut im Jahre 1933«, Wohnhauszeile zusammengehörend mit Landsberger Straße 77/79, Lotzestraße 10 und Hans-Oster-Straße 17–31, baugeschichtlich von Bedeutung | 09263971 |
| Weitere Bilder                          | Apelstein Nr. 15 (N) | Max-Liebermann-Straße 56 (vor) (Karte) | errichtet 1862, um 1900 erneuert (Gedenkstein) | Gedenkstein zur Erinnerung an die Kämpfe der Völkerschlacht bei Leipzig 1813, General Compans mit der 1. Division des Korps Marmont gegen russische Truppen, geschichtlich von Bedeutung | 09263972 |
| Direkt Bild zu diesem Denkmal hochladen | Gaststätte | Max-Liebermann-Straße 85 (Karte) | um 1890 (Gaststätte) | Putzfassade, Krüppelwalmdach, ortsgeschichtlich von Bedeutung | 09296846 |
| Weitere Bilder                          | Apelstein Nr. 19 (N) | Max-Liebermann-Straße 85 (gegenüber) (Karte)                                                                                                   | 1862, erneuert um 1900 (Gedenkstein) | gegenüber dem Stadion des Friedens, Gedenkstein zur Erinnerung an die Kämpfe der Völkerschlacht bei Leipzig 1813, III. Division unter General Frederic gegen Yorck, geschichtlich von Bedeutung | 09297703 |
| Direkt Bild zu diesem Denkmal hochladen | Vereinshaus einer Kleingartenanlage | Max-Liebermann-Straße 91; 93 (Karte) | 1921 (Vereinshaus) | wichtiges Dokument für die Geschichte der Leipziger Kleingartenbewegung, Verein 1917 gegründet, ortshistorische Bedeutung | 09296845 |
| Direkt Bild zu diesem Denkmal hochladen | Einzeldenkmale der Sachgesamtheit Wohnanlage Max-Liebermann-Straße (Obj. 09304579, Hannoversche Straße 25–35): fünf Mehrfamilienhäuser | Max-Liebermann-Straße 130; 132; 134; 136; 138 (Karte)                                                                                          | bezeichnet 1941 (Mehrfamilienwohnhaus) | Putzfassade mit Sgraffito, Bestandteil einer Wohnanlage, dazugehörend Franz-Mehring-Straße 68–74, Hannoversche Straße 25–35 und Max-Liebermann-Straße 130–138, im traditionalistischen Stil der Zeit, baugeschichtlich von Bedeutung | 09293124 |
| Direkt Bild zu diesem Denkmal hochladen | Wohnhaus in offener Bebauung, mit Einfriedung und Vorgarten | Max-Liebermann-Straße 184 (Karte) | um 1880 (Wohnhaus) | Putzfassade, Anklänge an den Schweizerhausstil, baugeschichtlich von Bedeutung | 09296843 |
| Direkt Bild zu diesem Denkmal hochladen | Wohnhaus in offener Bebauung, mit Vorgarten | Nietzschestraße 5 (Karte) | um 1935 (Wohnhaus) | Putzfassade mit Klinkergliederung, im traditionalistischen Stil mit neusachlichen Anklängen, siehe auch Pendant Nietzschestraße 31, baugeschichtlich von Bedeutung | 09296842 |
| Direkt Bild zu diesem Denkmal hochladen | Wohnhaus in offener Bebauung in Ecklage, mit Einfriedung und Vorgarten | Nietzschestraße 14 (Karte) | um 1930 (Wohnhaus) | Putzfassade, Klinkersockel, halbrunder Treppenhausvorbau, Walmdach, im traditionalistischen Stil, baugeschichtlich von Bedeutung | 09296841 |
| Direkt Bild zu diesem Denkmal hochladen | Wohnhaus in offener Bebauung in Ecklage, mit Einfriedung und Vorgarten | Nietzschestraße 16 (Karte) | um 1930 (Wohnhaus) | Putzfassade, Klinkersockel, Walmdach, Haustür-Kachelrahmung, Balkons zum Garten, stilistisch zwischen Traditionalismus und Moderne, baugeschichtlich von Bedeutung | 09296840 |
| Direkt Bild zu diesem Denkmal hochladen | Wohnhaus in offener Bebauung, mit Vorgarten | Nietzschestraße 31 (Karte) | um 1935 (Wohnhaus) | Putzfassade mit Klinkergliederung, im traditionalistischen Stil mit neusachlichen Anklängen, siehe auch Pendant Nietzschestraße 5, baugeschichtlich von Bedeutung | 09296931 |
|                                         | Einzeldenkmale der Sachgesamtheit Kroch-Siedlung (Obj. 09304568): 28 Mehrfamilienhäuser | Norderneyer Weg 1a; 1b; 2; 3a; 3b; 4; 5a; 5b; 6a; 6b; 7a; 7b; 8; 9a; 9b; 10a; 10b; 11a; 11b; 12; 14a; 14b; 16; 18a; 18b; 20; 22a; 22b (Karte)  | 1929–1930 (Mehrfamilienwohnhaus) | Bestandteil einer Wohnanlage mit 1018 Wohneinheiten und Heizhaus, gestalteten Innenhöfen, Läden und Einfassungen, Wohngebiet auch Neu-Gohlis genannt, versetzte Zeilenbebauung mit zum Teil quergestellten Kopfbauten, drei- und viergeschossig, Flachdächer, Putzfassaden, herausragende Wohnanlage im Stil der klassischen Moderne, dazugehörig Beyerleinstraße 2a–12c, Borkumer Weg 1a–10c, Bremer Straße 1–7, Helgoländer Weg 1–10, Juister Weg 1–5, Landsberger Straße 76–114, Max-Liebermann-Straße 21a–39, Norderneyer Weg 1a–22b und Wangerooger Weg 2–25, baugeschichtlich und kunstgeschichtlich von Bedeutung | 09296938 |
| Direkt Bild zu diesem Denkmal hochladen | Einzeldenkmale der Sachgesamtheit Kaserne Bekleidungsamt (Obj. 09306490): Dienstgebäude (Olbrichtstraße 4, ehemals Haus 4), Wohngebäude (Olbrichtstraße 4a, ehemals Haus 3), Maschinenhaus (Olbrichtstraße 4b, 4c und 4d, mit Fassadenresten, ehemals Haus 5), Stabs-, Wirtschafts- und Verheiratetengebäude (Olbrichtstraße 4e und 4f, ehemals Haus 2), Offiziersspeiseanstalt (Olbrichtstraße 4g, ehemals Haus 1), Offizierswohnhaus (Olbrichtstraße 4h, 4j und 4k, ehemals Haus 10) Schuhmachergebäude (Viertelsweg 80 und 82, ehemals Haus 6), Bekleidungslagergebäude (Viertelsweg 84, 86 und 88, ehemals Haus 7), Bekleidungsnähgebäude (Viertelsweg 90 und 92, ehemals Haus 8) | Olbrichtstraße 4; 4a; 4b; 4c; 4d; 4e; 4f; 4g; 4h; 4j; 4k (Karte)                                                                               | 1899–1901 (Kaserne), 1983–1984 (Offizierswohnhaus Rote Armee)                                                                                                 | rote Klinkerbauten, ehemaliges Heeresbekleidungsamt des 19. Armeekorps, später zentrale Poststelle der Roten Armee der Sowjetischen Militäradministration in Deutschland (SMAD), daher im Volksmund »Russische Feldpost« genannt, Zeugnis der Leipziger Garnison in der Kaiserzeit und der DDR-Zeit (Kaserne der sowjetischen Armee), baugeschichtlich, militärhistorisch und ortsgeschichtlich von Bedeutung | 09297771 |
| Direkt Bild zu diesem Denkmal hochladen | Sachgesamtheit Kaserne Bekleidungsamt, mit folgenden Einzeldenkmalen: Dienstgebäude (Olbrichtstraße 4, ehemals Haus 4), Wohngebäude (Olbrichtstraße 4a, ehemals Haus 3), Maschinenhaus (Olbrichtstraße 4b, 4c und 4d, mit Fassadenresten, ehemals Haus 5), Stabs-, Wirtschafts- und Verheiratetengebäude (Olbrichtstraße 4e und 4f, ehemals Haus 2), Offiziersspeiseanstalt (Olbrichtstraße 4g, ehemals Haus 1), Offizierswohnhaus (Olbrichtstraße 4h, 4j und 4k, ehemals Haus 10) Schuhmacherei (Viertelsweg 80 und 82, ehemals Haus 6), Bekleidungslagergebäude (Viertelsweg 84, 86 und 88, ehemals Haus 7), Bekleidungsnähgebäude (Viertelsweg 90 und 92, ehemals Haus 8), (siehe auch Obj. 09297771) sowie als Sachgesamtheitsteile: Kasernengelände, Straßenpflasterung des Viertelsweges zwischen Olbrichtstraße und Witzlebenstraße, Wegepflasterung auf dem Kasernengelände und Einfriedung insbesondere an der Max-Liebermann-Straße                                                                  | Olbrichtstraße 4; 4a; 4b; 4c; 4d; 4e; 4f; 4g; 4h; 4j; 4k (Karte)                                                                               | 1899–1901 (Kaserne), 1983–1984 (Offizierswohnhaus Rote Armee)                                                                                                 | rote Klinkerbauten, ehemaliges Heeresbekleidungsamt des 19. Armeekorps, später zentrale Poststelle der Roten Armee der Sowjetischen Militäradministration in Deutschland (SMAD), daher im Volksmund »Russische Feldpost« genannt, Zeugnis der Leipziger Garnison in der Kaiserzeit und der DDR-Zeit (Kaserne der sowjetischen Armee), baugeschichtlich, militärhistorisch und ortsgeschichtlich von Bedeutung | 09306490 |
| Direkt Bild zu diesem Denkmal hochladen | Verwaltungsgebäude einer Kasernenanlage, mit Einfriedung und Vorgarten | Olbrichtstraße 8 (Karte) | bezeichnet 1901–1902 (Militärgericht) | gelbe Klinkerfassade, Zeugnis der Leipziger Garnison in der Kaiserzeit, militärhistorisch und ortsgeschichtlich von Bedeutung | 09263978 |
| Direkt Bild zu diesem Denkmal hochladen | Verwaltungsgebäude (Anschrift: Olbrichtstraße 10, 10a und Maria-Grollmuß-Straße 15) einer Kasernenanlage, mit Einfriedung | Olbrichtstraße 10; 10a (Karte) | bezeichnet 1902–1903 (Kaserne) | gelbe Klinkerfassade, erbaut als Kammer- und Vorratsgebäude, Zeugnis der Leipziger Garnison in der Kaiserzeit, militärhistorisch und ortsgeschichtlich von Bedeutung | 09263979 |
| Direkt Bild zu diesem Denkmal hochladen | Doppelmietshaus in offener Bebauung mit Vorgarten | Olbrichtstraße 16; 18 (Karte) | 1927–1928 (Doppelmietshaus) | Putzfassade, ehemaliges Unteroffiziershaus, baugeschichtlich und militärhistorisch bedeutsam Die beiden Doppelmietshäuser 16–22 wurden als Familienwohnhäuser für Unteroffiziere im Auftrag des Reichs- bzw. Reichswehr-Fiskus errichtet, Nummer 16/18 von 1927 bis 1928 und Nummer 20/22 in den Jahren 1928–1930. Entwurf und Bauleitung befanden sich in Händen des Heeresbauverwaltungsamtes II Dresden-Albertstadt, Bauleitung Leipzig. Das erste Gebäude errichtete das Baugeschäft Robert Röthig nach den von Regierungsbaumeister Ludwig unterzeichneten Plänen, der Schleusenbau erfolgte durch die Fa. Hugo Schaaf. Im Mai 1946 Kauf der Grundstücke durch das Ministerium für Außenhandel der UdSSR in Moskau. „Billig-Sanierungen“ mit Dachgeschossausbau entsprechend denkmalschutzrechtlicher Auflagen vom Februar 1995 sowie der im Juli 1996 erteilten Baugenehmigung. Eine auf dem Grundstück 1907 geplante Aufstellung einer provisorischen Wagenhalle der Leipziger Elektrischen Straßenbahn mit fünf Gleisen erfolge nicht. Die Doppelhäuser zeigen sich als schlichte dreigeschossige Putzbauten mit kräftigen Rahmungen der Hauseingangstüren durch dunkle Klinker und vorspringende Treppenhausrisalite mit durch Kugeln bekrönten Stufengiebeln. Die Häuser sind Bestandteil des einzigartigen Kasernenareals Gohlis und ergänzen das Gesamtensemble sinnfällig, von Geschmacklosigkeit zeugen die bei der Sanierung eingebauten Kunststofffenster. LfD/2008, 2016                                                                                  | 09263980 |
| Direkt Bild zu diesem Denkmal hochladen | Doppelmietshaus in offener Bebauung mit Vorgarten | Olbrichtstraße 20; 22 (Karte) | 1928–1930 (Doppelmietshaus) | Putzfassade, ehemaliges Unteroffiziershaus, baugeschichtlich und militärhistorisch bedeutsam Die beiden Doppelmietshäuser 16–22 wurden als Familienwohnhäuser für Unteroffiziere im Auftrag des Reichs- bzw. Reichswehr-Fiskus errichtet, Nummer 16/18 von 1927 bis 1928 und Nummer 20/22 in den Jahren 1928–1930. Entwurf und Bauleitung befanden sich in Händen des Heeresbauverwaltungsamtes II Dresden-Albertstadt, Bauleitung Leipzig. Das erste Gebäude errichtete das Baugeschäft Robert Röthig nach den von Regierungsbaumeister Ludwig unterzeichneten Plänen, der Schleusenbau erfolgte durch die Fa. Hugo Schaaf. Im Mai 1946 Kauf der Grundstücke durch das Ministerium für Außenhandel der UdSSR in Moskau. „Billig-Sanierungen“ mit Dachgeschossausbau entsprechend denkmalschutzrechtlicher Auflagen vom Februar 1995 sowie der im Juli 1996 erteilten Baugenehmigung. Eine auf dem Grundstück 1907 geplante Aufstellung einer provisorischen Wagenhalle der Leipziger Elektrischen Straßenbahn mit fünf Gleisen erfolge nicht. Die Doppelhäuser zeigen sich als schlichte dreigeschossige Putzbauten mit kräftigen Rahmungen der Hauseingangstüren durch dunkle Klinker und vorspringende Treppenhausrisalite mit durch Kugeln bekrönten Stufengiebeln. Die Häuser sind Bestandteil des einzigartigen Kasernenareals Gohlis und ergänzen das Gesamtensemble sinnfällig, von Geschmacklosigkeit zeugen die bei der Sanierung eingebauten Kunststofffenster. LfD/2008, 2016                                                                                  | 09263981 |
| Direkt Bild zu diesem Denkmal hochladen | Wohnhaus in offener Bebauung, mit Vorgarten | Oldenburger Straße 3 (Karte) | 1935–1936 (Wohnhaus) | Putzfassade, Klinkersockel, Satteldach, Straßenansicht mit halbrundem Vorbau, typischer Wohnungsbau des 1930er Jahre, baugeschichtlich von Bedeutung Architekt Wilhelm Eppler legt im April 1935 Pläne für ein Zweifamilienwohnhaus vor, das von Richard Sack als steuerbefreites Eigenheim errichtet werden sollte. Änderungswünsche und der hohe Grundwasserstand führten zur neuerlichen Entwurfseinreichung gut fünf Wochen später. Ausführende waren das Baugeschäft und Holzhandlung Arno Müller sowie die Firma Eisenbau Fritsche & Müller. Am 31. August 1936 fand die Schlussbesichtigung statt, der höher gelegte Bau wurde übrigens mit Böschungen zur Terrainerhöhung versehen. Das Haus repräsentiert einen typischen Privatwohnungsbau des 1930er Jahre, besitzt eine Putzfassade über Sichtklinkersockel, ein hohes Satteldach, einen halbrund vorstehenden Standerker mit Austritt sowie straßenabgewandt zwei Loggien. Im Keller kam eine Garage zur Einrichtung. Die Oldenburger Straße 3 ist eines der baugeschichtlich interessanteren und damit bewahrenswerten Gebäude im Einfamilienhausviertel und Zeugnis der Baukultur um 1935. LfD/2012, 2014 | 09296849 |
| Direkt Bild zu diesem Denkmal hochladen | Wohnhaus in offener Bebauung, mit angebauter Garage, Einfriedung und Vorgarten | Oldenburger Straße 8 (Karte) | bezeichnet 1936 (Wohnhaus) | Putzfassade, Natursteinsockel, Satteldach, Eingangsbereich mit Bogenstellungen auf Natursteinpfeiler, im traditionalistischen Stil, Architekt: Johannes Koppe, erbaut als dessen eigenes Wohnhaus, baugeschichtlich von Bedeutung | 09296850 |
| Direkt Bild zu diesem Denkmal hochladen | Wohnblock in offener Bebauung, mit Vorgarten | Viertelsweg 2; 4; 6; 8 (Karte) | um 1935 (Wohnblock) | Putzfassade, Deckenmalerei im Treppenhaus, im traditionalistischen Stil der Zeit, baugeschichtlich von Bedeutung | 09296837 |
| Weitere Bilder                          | Einzeldenkmale der Sachgesamtheit Kapellenfriedhof Gohlis (Obj. 09304583): Kapelle, südöstliches Friedhofstor und zahlreiche Grabmale | Viertelsweg 44 (Karte) | 1883 (Friedhofskapelle), um 1900 (Wandstelle Fam. Neubert), 1896 (Reihengrab Theuerkauf), 1900 (Wandstelle Fam. Bruno Winkler), 1902 (Wandstelle Kretzschmar) | kirchlicher Friedhof Gohlis, mit Wandstellen und Reihengräbern, ortsgeschichtlich und baugeschichtlich von Bedeutung | 09297443 |
| Weitere Bilder                          | Sachgesamtheit Kapellenfriedhof Gohlis, mit folgenden Einzeldenkmalen: Kapelle, südöstliches Friedhofstor und zahlreiche Grabmale (Obj. 09297443), dazu die gärtnerisch gestaltete Friedhofsanlage sowie mit der Friedhofseinfriedung als Sachgesamtheitsteil | Viertelsweg 44 (Karte) | ab 1883 (Friedhof) | kirchlicher Friedhof Gohlis, Friedhofsanlage mit Längs- und Queralleen aus Linden und Platanen, Grabmale als Wandstellen und Reihengräber, ortsgeschichtlich und baugeschichtlich von Bedeutung | 09304583 |
|                                         | Mehrfamilienhaus einer Wohnanlage und Pflaster (bauliche Einheit mit Hans-Oster-Straße 36) | Viertelsweg 66 (Karte) | bezeichnet 1926 (Mehrfamilienwohnhaus) | Putzfassade im Art-Déco-Stil, Erdgeschoss in Klinker, Wohnanlage mit Hans-Oster-Straße 36 und 38–50, baugeschichtlich von Bedeutung | 09263966 |
|                                         | Mehrfamilienhaus einer Wohnanlage (bauliche Einheit mit Hans-Oster-Straße 3–15), mit seitlicher Toranlage | Viertelsweg 68 (Karte) | 1930 (Mehrfamilienwohnhaus) | mit Eckladen, sparsam ornamentierte Putzfassade im Art-Déco-Stil, Sockel, Laden- und Türrahmung in gelbem Klinker, baugeschichtlich von Bedeutung | 09263776 |
| Direkt Bild zu diesem Denkmal hochladen | Einzeldenkmale der Sachgesamtheit Kaserne Bekleidungsamt (Obj. 09306490): Dienstgebäude (Olbrichtstraße 4, ehemals Haus 4), Wohngebäude (Olbrichtstraße 4a, ehemals Haus 3), Maschinenhaus (Olbrichtstraße 4b, 4c und 4d, mit Fassadenresten, ehemals Haus 5), Stabs-, Wirtschafts- und Verheiratetengebäude (Olbrichtstraße 4e und 4f, ehemals Haus 2), Offiziersspeiseanstalt (Olbrichtstraße 4g, ehemals Haus 1), Offizierswohnhaus (Olbrichtstraße 4h, 4j und 4k, ehemals Haus 10) Schuhmachergebäude (Viertelsweg 80 und 82, ehemals Haus 6), Bekleidungslagergebäude (Viertelsweg 84, 86 und 88, ehemals Haus 7), Bekleidungsnähgebäude (Viertelsweg 90 und 92, ehemals Haus 8) | Viertelsweg 80; 82; 84; 86; 88; 90; 92 (Karte)                                                                                                 | 1899–1901 (Kaserne), 1983–1984 (Offizierswohnhaus Rote Armee)                                                                                                 | rote Klinkerbauten, ehemaliges Heeresbekleidungsamt des 19. Armeekorps, später zentrale Poststelle der Roten Armee der Sowjetischen Militäradministration in Deutschland (SMAD), daher im Volksmund »Russische Feldpost« genannt, Zeugnis der Leipziger Garnison in der Kaiserzeit und der DDR-Zeit (Kaserne der sowjetischen Armee), baugeschichtlich, militärhistorisch und ortsgeschichtlich von Bedeutung | 09297771 |
| Direkt Bild zu diesem Denkmal hochladen | Einzeldenkmal der Sachgesamtheit Kroch-Siedlung (Obj. 09304568): Heizhaus | Wangerooger Weg 2 (Karte) | 1946–1952 (Heizhaus) | nach dem 2. Weltkrieg aus Trümmern zerstörter Leipziger (Rüstungs-)Betriebe errichtet, Putzfassade, Bestandteil einer größeren Wohnanlage mit gestalteten Innenhöfen, Läden und Einfassungen, Wohngebiet auch Neu-Gohlis genannt, versetzte Zeilenbebauung mit zum Teil quergestellten Kopfbauten, drei- und viergeschossig, Flachdächer, Putzfassaden, herausragende Wohnanlage im Stil der klassischen Moderne, dazugehörig Beyerleinstraße 2a–12c, Borkumer Weg 1a–10c, Bremer Straße 1–7, Helgoländer Weg 1–10, Juister Weg 1–5, Landsberger Straße 76–114, Max-Liebermann-Straße 21a–39, Norderneyer Weg 1a–22b und Wangerooger Weg 2–25, baugeschichtlich und kunstgeschichtlich von Bedeutung | 09292441 |
|                                         | Einzeldenkmale der Sachgesamtheit Kroch-Siedlung (Obj. 09304568): 28 Mehrfamilienhäuser | Wangerooger Weg 2a; 2b; 3a; 3b; 4a; 4b; 5; 6a; 6b; 7a; 7b; 8a; 8b; 9; 10a; 10b; 11a; 11b; 13; 15a; 15b; 17; 19a; 19b; 21; 23a; 23b; 25 (Karte) | 1929–1930 (Mehrfamilienwohnhaus) | Bestandteil einer Wohnanlage mit 1018 Wohneinheiten und Heizhaus, gestalteten Innenhöfen, Läden und Einfassungen, Wohngebiet auch Neu-Gohlis genannt, versetzte Zeilenbebauung mit zum Teil quergestellten Kopfbauten, drei- und viergeschossig, Flachdächer, Putzfassaden, herausragende Wohnanlage im Stil der klassischen Moderne, dazugehörig Beyerleinstraße 2a–12c, Borkumer Weg 1a–10c, Bremer Straße 1–7, Helgoländer Weg 1–10, Juister Weg 1–5, Landsberger Straße 76–114, Max-Liebermann-Straße 21a–39, Norderneyer Weg 1a–22b und Wangerooger Weg 2–25, baugeschichtlich und kunstgeschichtlich von Bedeutung | 09296940 |

## Ehemalige Kulturdenkmale
| Bild                                    | Bezeichnung            | Lage                                                 | Datierung                 | Beschreibung | ID       |
| --------------------------------------- | ---------------------- | ---------------------------------------------------- | ------------------------- | --- | -------- |
| Direkt Bild zu diesem Denkmal hochladen | Villa                  | Kleiststraße 113 (Karte)                             | 1933–1934 (Villa)         | Villa in offener Bebauung mit Vorgarten (Putzfassade)                                                                                               | 09296839 |
| Direkt Bild zu diesem Denkmal hochladen | Mietshäuser            | Knöflerstraße 2; 4; 6; 8; 10; 12; 14; 16; 18 (Karte) | bez. 1937 (Mietshaus)     | Mietshäuser einer Wohnanlage mit Vorgärten in Ecklage Viertelsweg und Lotzestraße (Putzfassade; s. a.: Knöflerstraße 1–17)                          | 09299344 |
| Direkt Bild zu diesem Denkmal hochladen | Mietshaus              | Knöflerstraße 7 (Karte)                              | bez. 1936 (Mietshaus)     | Mietshaus einer Wohnanlage mit Vorgarten (Putzfassade)                                                                                              | 09299446 |
| Direkt Bild zu diesem Denkmal hochladen | Zwei Doppelmietshäuser | Landsberger Straße 120; 122; 124; 126; 128 (Karte)   | um 1905 (Doppelmietshaus) | Zwei Doppelmietshäuser in offener Bebauung mit Vorgärten und Garage Nr. 128, ehemalige Einquartierungshäuser zur gegenüberliegenden Kaserne gehörig | 09299280 |
| Direkt Bild zu diesem Denkmal hochladen | Villa                  | Max-Liebermann-Straße 180 (Karte)                    | um 1885 (Villa)           | Villa im Landhausstil mit Garten (Putzfassade) | 09296844 |
| Direkt Bild zu diesem Denkmal hochladen | Wohnhaus               | Viertelsweg 32 (Karte)                               | bez. 1936 (Wohnhaus)      | Wohnhaus in offener Bebauung mit Einfriedung und Vorgarten (Putzfassade)                                                                            | 09296853 |